# Laura Fermi
Laura Capon Fermi (Roma, 16 de junio de 1907 – Chicago, 26 de diciembre de 1977) fue una escritora y activista política italiana naturalizada estadounidense. Era la esposa del Premio Nobel de Física Enrico Fermi.

## Biografía

### Familia
Laura Capón nació en Roma en 1907. Creció en una familia judía de clase media-alta: su padre, Augusto Capón, fue almirante de la Armada Italiana. Capón conoció a Enrico Fermi cuando ella estudiaba Ciencias Generales en la Universidad de Roma y se casaron en 1928. Tuvieron dos hijos: una hija, Nella (1931 – 1995), y un hijo, Giulio (1936 – 1997), llamado así en honor al hermano mayor de Enrico Fermi, quien había fallecido en 1915.

### Carrera
En 1936, Laura se unió a Ginestra Amaldi, esposa de Edoardo Amaldi, para escribir un libro sobre la alquimia y la transmutación nuclear en la que trabajaban sus maridos.
En 1938, el matrimonio Fermi emigró a los Estados Unidos, huyendo de las leyes antijudías del gobierno fascista de Benito Mussolini; Laura era judía. Aunque el prestigio y la afiliación de Fermi en la Real Academia de Italia podría haber mitigado el impacto de las leyes,  prefirieron huir del país y no correr riesgos. Viajaron a Estocolmo para recibir el premio Nobel de Fermi, y de Estocolmo salieron rumbo a los Estados Unidos, donde Fermi había aceptado una oferta de trabajo en la Universidad de Columbia. Obtuvieron la nacionalidad estadounidense en 1944.
En 1954, Laura retomó la escritura. Su libro Atoms in the Family (Átomos en la Familia), acerca de su vida con Enrico, fue publicado poco antes de la muerte de Fermi a causa de cáncer de estómago.
En agosto de 1955, Laura viajó a Ginebra para asistir a la Conferencia Internacional para el Uso Pacífico de Energía Atómica, la cual llevó a la creación del Organismo Internacional de Energía Atómica. Laura Fermi fue la Historiadora Oficial de la Conferencia por parte de los Estados Unidos y publicó Atoms for the World (Átomos para el Mundo), informando sobre las discusiones llevadas a cabo en la conferencia.
Su libro Illustrious immigrants (Inmigrantes Ilustres) es acerca de "Muchos de los hombres y mujeres más inteligentes y mejor capacitados de Europa, que inmediatamente se hicieron visibles para la clase media de Estados Unidos como vecinos, maestros y colegas" entre los años 1930 y 1941. Eran "hombres y mujeres que vinieron a América con una vida hecha, por decirlo de alguna manera, con sus PhDs y diplomas de academias de arte o conservatorios de música en sus bolsillos, y quienes continuaron ocupándose en búsquedas intelectuales en este país", en sus propias palabras. Fermi notó, "la vida era inicialmente dura para muchos físicos, pero eran los abogados a los que su experiencia demostraba ser menos exportable y quienes con mayor frecuencia tenían que encontrar nuevas fuentes de ingresos". Considerando la extensión de la influencia de los inmigrantes, una evaluación del impacto de la migración estaba restringido a dos campos: el psicoanálisis y las ciencias nucleares.

### Activismo
En 1959, Fermi fue una de las co-fundadoras del Comité de Aire Limpio de Hyde Park y Kenwood (CAC). Como resultado de sus actividades, la Universidad de Chicago reemplazó el carbón por gas como fuente de calefacción, y el comité facilitó la aprobación de estatutos de calidad del aire a nivel local y nacional. En 1971, Fermi fundó el primer lobby de control de armas de fuego en Estados Unidos, el Civic Disarmament Committee for Handgun Control (CDC).

### Muerte
Laura Fermi murió de un paro respiratorio en 1977 en Chicago.

## Obras
- 1936: (con Ginestra Amaldi) Alchimia del Tempo Nostro (En Italiano)
- 1954: Atoms in the Family: My Life with Enrico Fermi, University of Chicago Press ISBN 0-88318-524-5
- 1957: Atoms for the World: United States participation in the Conference on the Peaceful uses of Atomic Energy, University of Chicago Press, ISBN 0-88318-524-5
- 1961: Mussolini, University of Chicago Press
- 1961: The Story of Atomic Energy, Random House
- 1961: (con Gilberto Bernardini) Galileo and the Scientific Revolution, Basic Books ISBN 0-486-43226-2
- 1968: Illustrious Immigrants: The Intellectual Migration from Europe 1930–41, University of Chicago Press, ISBN 0-226-24378-8 via Internet Archive

## Mas información
- Lawrence Badash, J.O. Hirschfelder & H.P. Broida Editores (1980) Reminiscencias de Los Alamos 1943–1945 (Estudios en la Historia de Ciencia Moderna), Salmer.
- Grodzins, Ruth (May 1978). «Laura Fermi, 1907–1977». Bulletin of the Atomic Scientists 34 (5): 2-3. Bibcode:1978BuAtS..34e...2S. doi:10.1080/00963402.1978.11458498.